# Таємниця жреців мая
Таємниця жреців мая (книга) — документально-літературний твір Кузьміщева Володимира Олександровича, російського і радянського журналіста, перекладача з іспанської і письменника. Вперше вийшла з друку 1968 року.

## Довідка про автора
Кузьміщев Володимир Олександрович розпочав власну літературну діяльність в 1950 році, коли була надрукована його перша стаття про Аргентину. З тої пори він регулярно друкував власні статті і нариси в радянських періодичних виданнях, укладаючись у всі вимоги радянської цензури доби Сталіна і Хрущова. Остання обставина дозвлолила мати замови на нові переклади іспаномовних творів художньої літератури, він також створював передмови до радянських видань латиноамериканських авторів. 1974 року в СРСР вийшла з друку «Історія держави інків» (російською «Істория государства инков»). Це був переклад В. Кузьміщева твору Інки Гарсіласо де ла Вегі, перуанського письменника зламу 16-17 ст. Лояльний до політики СРСР письменник і перекладач В. Кузьміщев роками працював в московському Союзі радянських товариств дружби. Згодом отримав посаду голови сектора культури радянського Інституту Латинської Америки Академії наук СРСР.
Окрім перекладів роками працював над збиранням матеріалів та створенням оригінальних текстів для книги «Таємниця жреців мая». Видання вперше вийшло з друку 1968 року, мало популярність незважаючи на специфічну і вузьку тематику (дешифрування писемності мая). Скорочене і цензуроване видання книги у 256 сторінок вийшло вдруге 1975 року.

## Трагедія поневолення індіанців
Трагічна історія зіткнення двох цивілізацій (іспано-католицької і маянської) найбільш яскраво відбилася як в знищенні людських ресурсів мая і ацтеків, так і в цілеспрямованому знищенні бібліотек цих народів.
- За неповними підрахунками іспанські завойовники під час конкісти (загарбницької війни в Америці) винищили близько 70 000 000 індіанців.
- Католицька політика контрреформації, широко використана як в Європі, так і в тогочасній Америці, спонукала католиків-іспанців до майже повного знищення літературних джерел захопленого і сильно винищеного народу. Саме тому нащадки мають так мало документальних джерел на паперових носіях.
- Після широкомасштабних загарбницьких боїв в Америці іспанські вояки, неписьменні в більшості, масово винищували індіанські кодекси. Переклади текстів, які почули католицькі священики в війсках, переконали тих в демонології і єретизмі книжок — на тогочасний стан відношення до носіїв чужих культур. Вояки отримали дозвіл на неконтрольоване винищення усіх книжок мая чи ацтеків. Так, збережені відомості про значну загибель кодексів ацтеків під час руйнації міста Теночтітлан у 1521 р. Те ж саме спіткало і рукописи мая.

## Побудова видання і художники книги
Ілюстрації до першого видання доручили створити віртуозним малювальникам-художникам Галині Бойко та Ігорю Шаліто. Вони розрізняються художніми манерами, бо хтось надає перевагу лінії і її віртуозному і вибагливому відтворенні на папері, а хтось — первагу плямі і живописним ефектам, отриманим в роботі з літографським каменем і літографським олівцем. Зіткнення двох різних художніх манер сприяло насиченню видання високоякісними візуальними зображеннями і дозволило повністю відмовитись від фотоматеріалів. Якість розворотних композицій була такою високою, що була здатна зробити їх окремими графічними творами по за межами видання.
Тексти книги розбиті на три частини. Кожна частина має "документальний " розділ, виверений за історичними фактами чи історичними джерелами. Автор дав волю власним романтичним асоціаціям лише в невеликих розповідях після документальних розділів, в авторських інтерпретаціях дрібних подій, які нібито мали місце в старовинній історії народів мая. Кожній частині книги передують зображення облич індіанців, ніби віхоплених сполохами велетенських вогнищ вночі, що задає головний, драматичний настрій оповідей. Низку драм і трагійчних подій історії мая також вісвітлюють розворотні композиції художників, сміливі за ракурсами (зіштовхування в жертовний колодязь юнака, подане знизу, з води) чи вкрай динамічні (спалення рукописів мая 12 липня 1562 року іспанцями-завойовниками, покарання рабів у каменярні, сцена повстання рабів і боїв на пірамідах). Передчуттям майбутнього людського жертвоприношення віє навіть від динамічної композиції художників в сцені ритуальної гри у м'яч. Адже перемога команди ночі віщувала індіацям мая про нові лихоліття, яких було вдосталь в їхньому житті і в їхній історії.
Головні висновки книги зібрані в кінцевому розділі, назва якого — «Це потрібно живим».